# Holnæs
Holnæs (tysk: Holnis sønderjysk Holjnæs, på ældre dansk Holdnæs) er en halvø i det nordlige Tyskland, beliggende i den nordøstlige del af delstaten Slesvig-Holsten på sydsiden af Flensborg Fjord. Den sydslesvigske halvø ligger få kilometer nordøst for Lyksborg og danner den nordligste spids af landskabet Angel. Klinten Højklevher er op til 20 meter høj. Fra Holnæs er der kun cirka 1700 meter over til den danske halvø Broager. Halvøerne Holnæs og Broager markerer overgangen fra yderfjord til den smallere inderfjord. Frem til 1938 dannede Holnæs en selvstændige kommune, siden hører den til Lyksborg kommune. I den danske tid hørte halvøen under Munkbrarup Sogn.
Holnæs blev første gang nævnt i 1576. Stednavnetleddet Hol(d)- henviser til en fæstebonde på arvet gods (sml. oldnordisk hǫlðr og olddansk hald) eller måske til udsagnsord holde, fordi skibene lagde til ved Hol(d)næs. I flere hundrede år har der været færgeforbindelse mellem Holnæs Færgegård og Brunsnæs Færgekro, indtil den i 1875 blev helt lukket for persontransport. Holnæs Færgegård er nu restaurant. Ud for Holnæs lå i 1800-tallet en karantænestation, hvor udenlandske skibe skulle blive liggende i 14 dage, inden de måtte sejle ind til Flensborg havn. Ved Draget (på tysk Drei) findes også et dansk gravsted fra den 1. Slesvigske krig. I dag ligger ved Draget halvøens strandpromenade og restauranter.
Store dele af Holnæs danner i dag et naturreservat. Siden september 2002 er områder ved Holnæs Nor blevet oversvømmet og er nu en saltvandsbiotop. På halvøen findes flere vandrestier.

## Galleri
- Holnæs Færgegård (Holnis Fährhaus)
- Sømandsgrav
- Broen ved det lille nor i naturreservatet
- Adgang forbudt - lukket reservat for fugle
- Halvøen Holnæs på et kort fra 1900-tallet med Holnæs Nor
- Holnæs nordspids

## Eksterne links
- Wikimedia Commons har flere filer relateret til Holnæs